# Laro (Burkina Faso)
Pour l'endroit au Cameroun, voir Laro (Beka).
Pour les articles ayant des titres homophones, voir Lareau et Larot.
Laro est une localité située dans le département de Fara de la province des Balé dans la région de la Boucle du Mouhoun au Burkina Faso.

## Santé et éducation
Le village possède deux écoles primaires publiques (A et B).